# Czernin von und zu Chudenitz

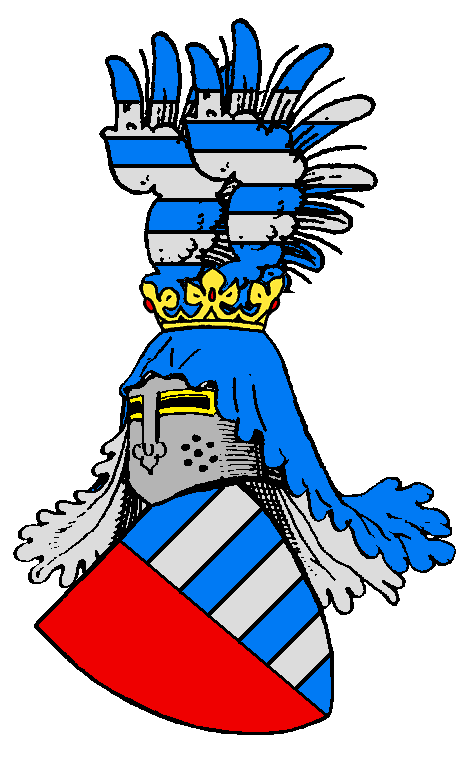
Stammwappen der Czernin von Chudenitz

Czernin von und zu Chudenitz (tschechisch Černín z Chudenic) ist der Name eines alten böhmisch-österreichischen Grafengeschlechts.

## Geschichte

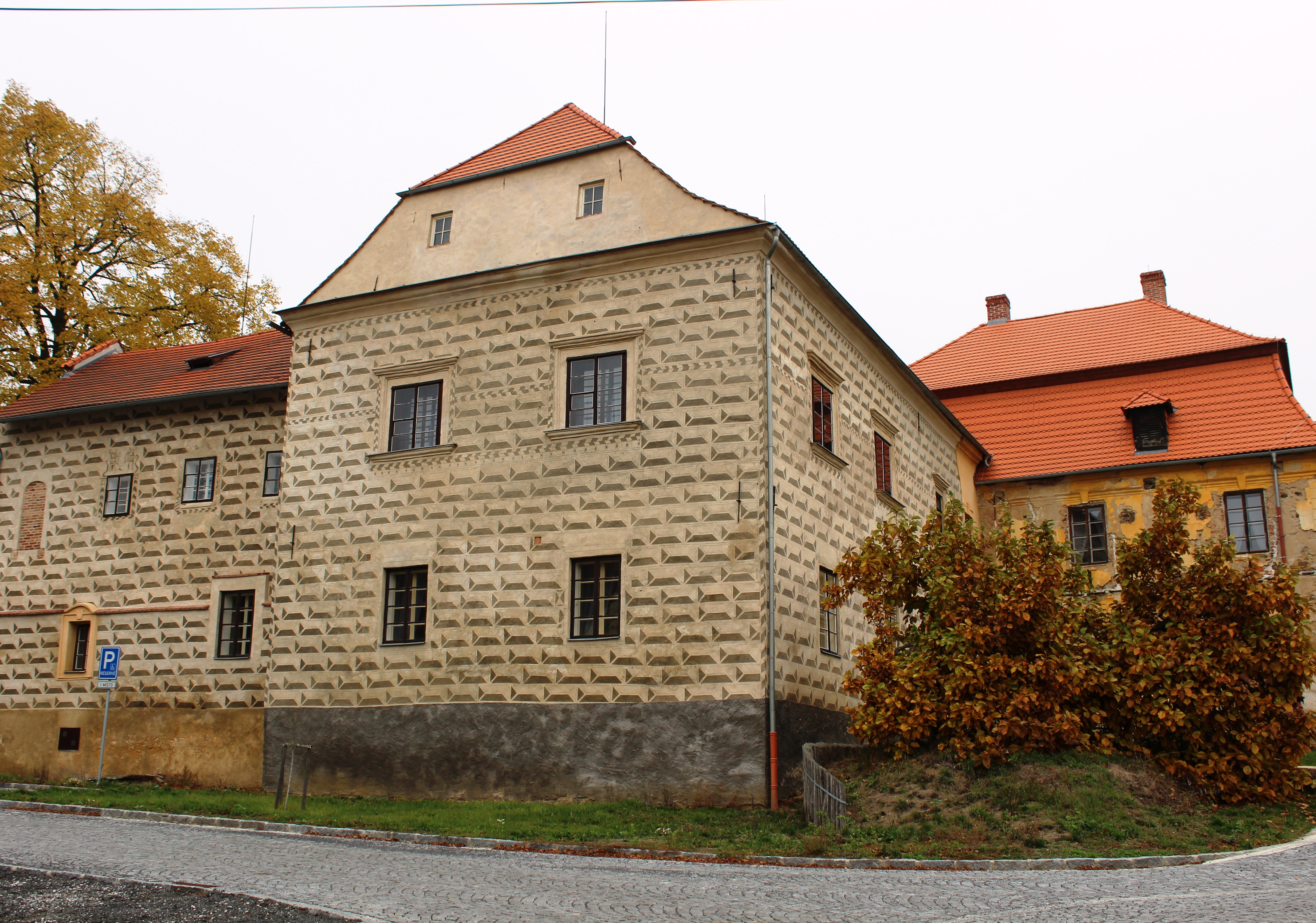
Altes Schloss Chudenitz, Böhmen

Die Familie, die aus dem Dorf Chudenitz bei Klattau stammt, saß dort nachweisbar von 1193 bis zur teilweisen Vertreibung und Enteignung nach dem Zweiten Weltkrieg.
Die erste schriftliche Erwähnung von Chudenice erfolgte 1291 als Besitz des Drslav Czernin von Chudenitz. Die Familie Czernin von Chudenitz erwarb in West- und Mittelböhmen zahlreiche weitere Güter und teilte sich im 15. und 16. Jahrhundert in die Chudenitzer, Radnitzer, Taschlowitzer und Nedrahowitzer Linien, die sich im Laufe der Zeit weiter verzweigten und ihren Stammsitz Chudenice ohne Unterbrechung bis zum Jahre 1945 hielten. Nach 1678 fiel das Gut Chudenice dem Neuhauser Zweig der Familie Czernin von Chudenitz zu, der 1693 noch das erloschene Geschlecht der Slavata von Chlum und Koschumberg beerbte. Die Grafen Czernin von und zu Chudenitz erweiterten das Gut im 17. und 18. Jahrhundert durch Zukäufe zu einer ausgedehnten Herrschaft.
Am 18. Mai 1607 wurde die Familie von Kaiser Rudolf II. in den Reichsfreiherrenstand erhoben mit dem Titel Freiherr von und zu Chudenitz. Am 15. März 1623 folgte durch Kaiser Ferdinand II. die Erhebung in den erblichen Reichs- und alten Grafenstand mit dem Titel Reichsgraf Czernin von und zu Chudenitz.
Im Jahre 1716 bekam Franz Josef Graf Czernin von und zu Chudenitz von Kaiser Karl VI. die Bewilligung, sich und seine erstgeborenen Nachkommen Regierer des Hauses Neuhaus und Chudenitz zu nennen.
Die Angehörigen der Familie Czernin von Chudenitz leben heute in Deutschland, Österreich und Tschechien.

### Herkunft
Der Kamerer Czernin war der erste Träger des Namens Czernin, oder Cyrnin (tschechisch: černý = der Schwarze).
Es wird vermutet, dass er wegen seiner dunklen Haarfarbe zu diesem Namen kam. Jedenfalls war der Name Czernin ursprünglich ein Vorname und hat sich erst im Laufe der Zeit als Familienname des Geschlechtes durchgesetzt. Die erste Erwähnung des Namens auf einer Urkunde war im Jahr 1193, welche das Stift Břevnov noch bewahrt. Im Jahre 1212 wurde er verbannt und konnte erst 1231 nach dem Tod des Königs wieder nach Böhmen zurückkehren. Er baute in Chudenitz (Chudenice) eine Burg, die später zu einem Schloss umgebaut wurde und bis zur Vertreibung der Familie Czernin im Jahre 1945 ununterbrochen im Besitz der Familie war.

### Legende
In Böhmen gibt es eine Legende über die Herkunft des Namens der Familie Czernin. Es wird berichtet, dass vor ungefähr eintausend Jahren der König mit einem böhmischen Standesherren im Streit lag. Der König war so erbost über diesen, dass er seine Truppen in dessen Schloss schickte, die alle Familienmitglieder töten sollten. Das Kindermädchen aber versteckte den Jüngsten in einem Kessel in der Küche. Als die Soldaten abgezogen waren, hörten die Einwohner das Kind im Kessel weinen. Sie fanden es und priesen Gott für seine Güte. Sie nannten den Jüngling Czernin (der Schwarze), da der Kessel auf ihn abgefärbt hatte. Sie erzogen ihn zu einem guten Aristokraten. Als der König von allem erfuhr, war er so gerührt über die Loyalität der Bürger ihrem Herren gegenüber, dass er dem jungen Czernin vergab und ihm seinen Namen bestätigte.

## Besitzungen und Bauten
Zum Czerninschen Fideikommiss gehörten neben dem Stammsitz Chudenitz zahlreiche weitere Güter:

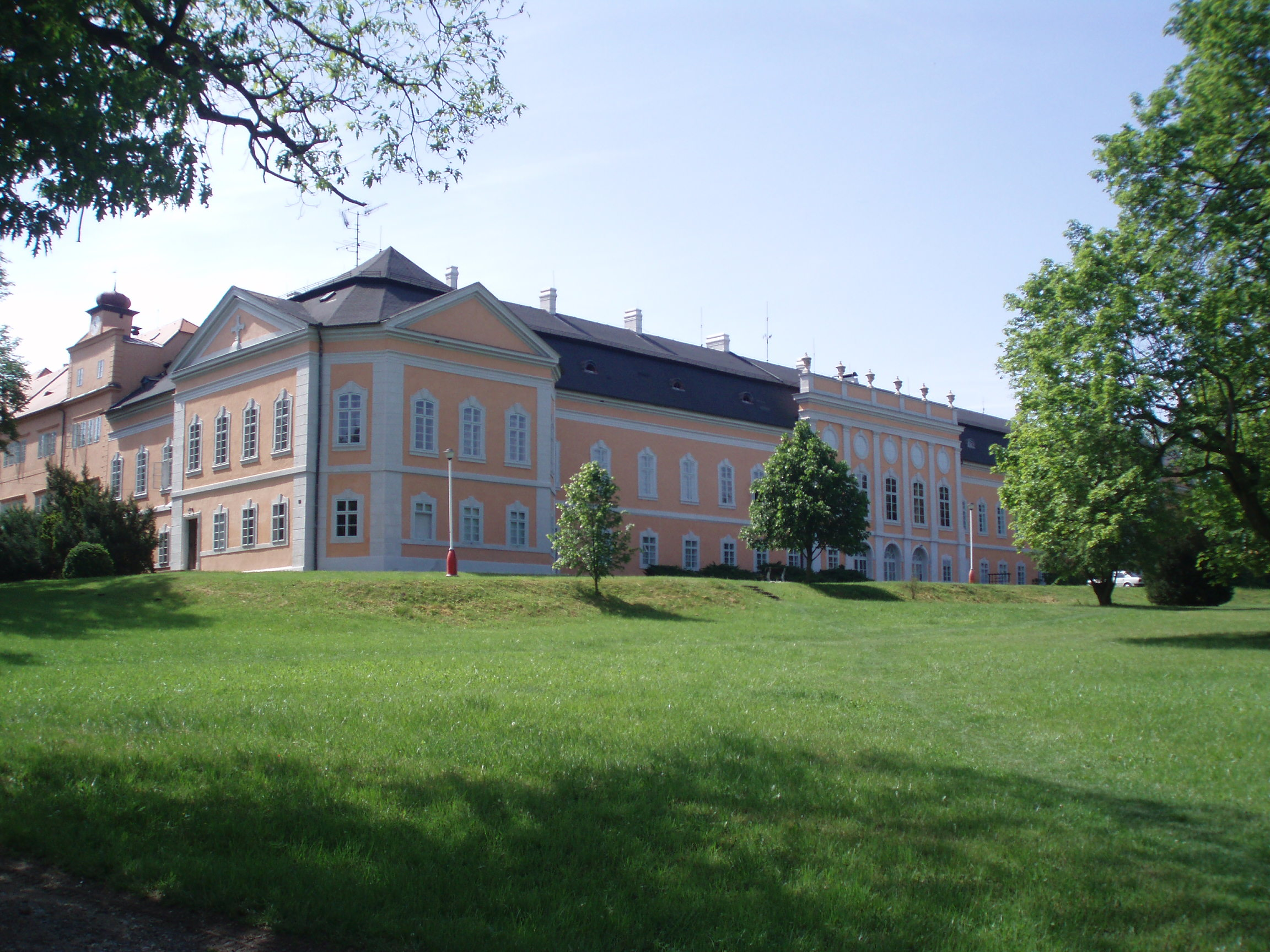
Schloss Petrohrad (Petersburg)

1620 erwarb Hermann Czernin von Chudenitz, seit 1623 Reichsfreiherr und ab 1627 Reichsgraf, Schloss und Herrschaft Petrohrad (Petersburg) im Rakonitzer Bergland, das seine Nachfahren ebenfalls bis 1945 behielten. Das Schloss wurde zwischen 1697 und 1703 durch Giovanni Battista Alliprandi umgebaut. 1621 erwarb Hermann außerdem einige im Zuge des Prager Umsturzes konfiszierte Güter anderer Adelsfamilien, darunter die Herrschaft Gießhübel mit Buchau, Schönau, der Engelsburg und der Burg Hartenštejn (1731 wurde Gießhübel von Franz Joseph Czernin wieder verkauft). Im Lauf der Jahre erwarb Graf Hermann insgesamt über 99 Besitze, 1639 gründete er den Familien-Fideikommiss, zu dem neben der Herrschaft Petersburg (bis 1945) mit Pladen, Neudek (bis 1810) und Scheles ab 1646 auch Schloss Mělník (bis 1753), ab 1649 Schloss Schönhof (bis 1945) und ab 1650 Schloss Kosmonosy (bis 1738) sowie ab Ende des 17. Jahrhunderts die Burg Kost (bis 1798) und Schmiedeberg im Riesengebirge gehörten.

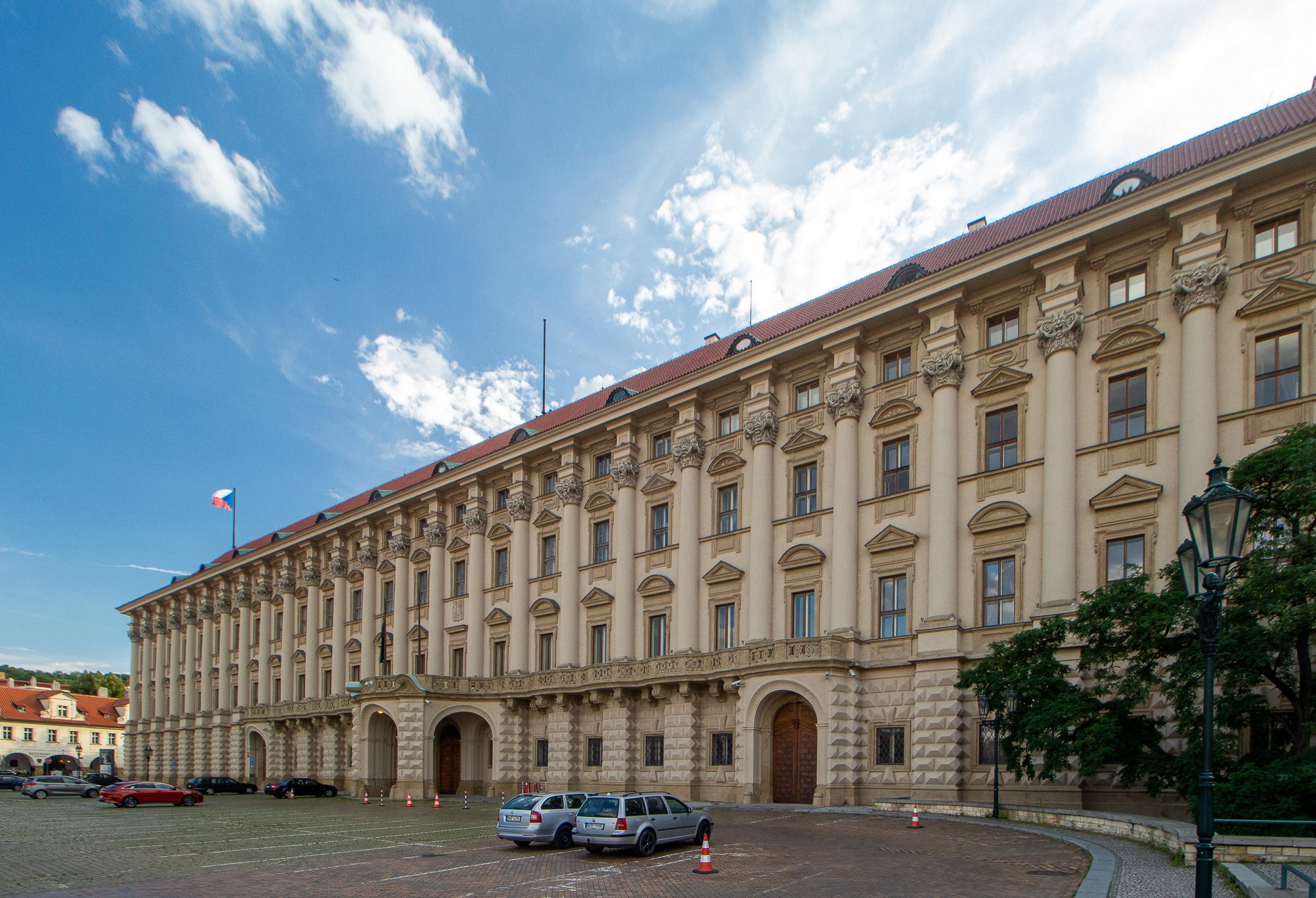
Palais Czernin in Prag

Hermanns Neffe, Graf Humprecht Johann Czernin von Chudenitz (1628–1682), machte sich unter Zeitgenossen einen Namen als Kunst- und Architekturkenner. Er wirkte als Bauherr auf seinen Besitzen in Kosmonosy und Schloss Mělník, erbaute das Schloss Humprecht bei Sobotka als Jagd- und Lustschlösschen und begann 1669 mit dem Bau des Palais Czernin auf dem Prager Hradschin. Der Palast ist eines der größten Barockgebäude der Stadt. Jedoch wurde er zu Lebzeiten des Grafen nicht fertiggestellt und hätte ihn fast in den Ruin getrieben. Das Palais sollte ursprünglich auch die Gemäldesammlung des Grafen beherbergen, die er in Venedig angelegt und seitdem kontinuierlich ausgebaut hatte. Die Sammlung umfasste bei Humprechts Tod etwa 750 Gemälde und war bis 1733 auf über 1100 Werke angewachsen. Humprechts Erben verkauften sie nach und nach und lösten sie um 1778 ganz auf. Heute befindet sich im Palais Czernin das Außenministerium der Tschechischen Republik.

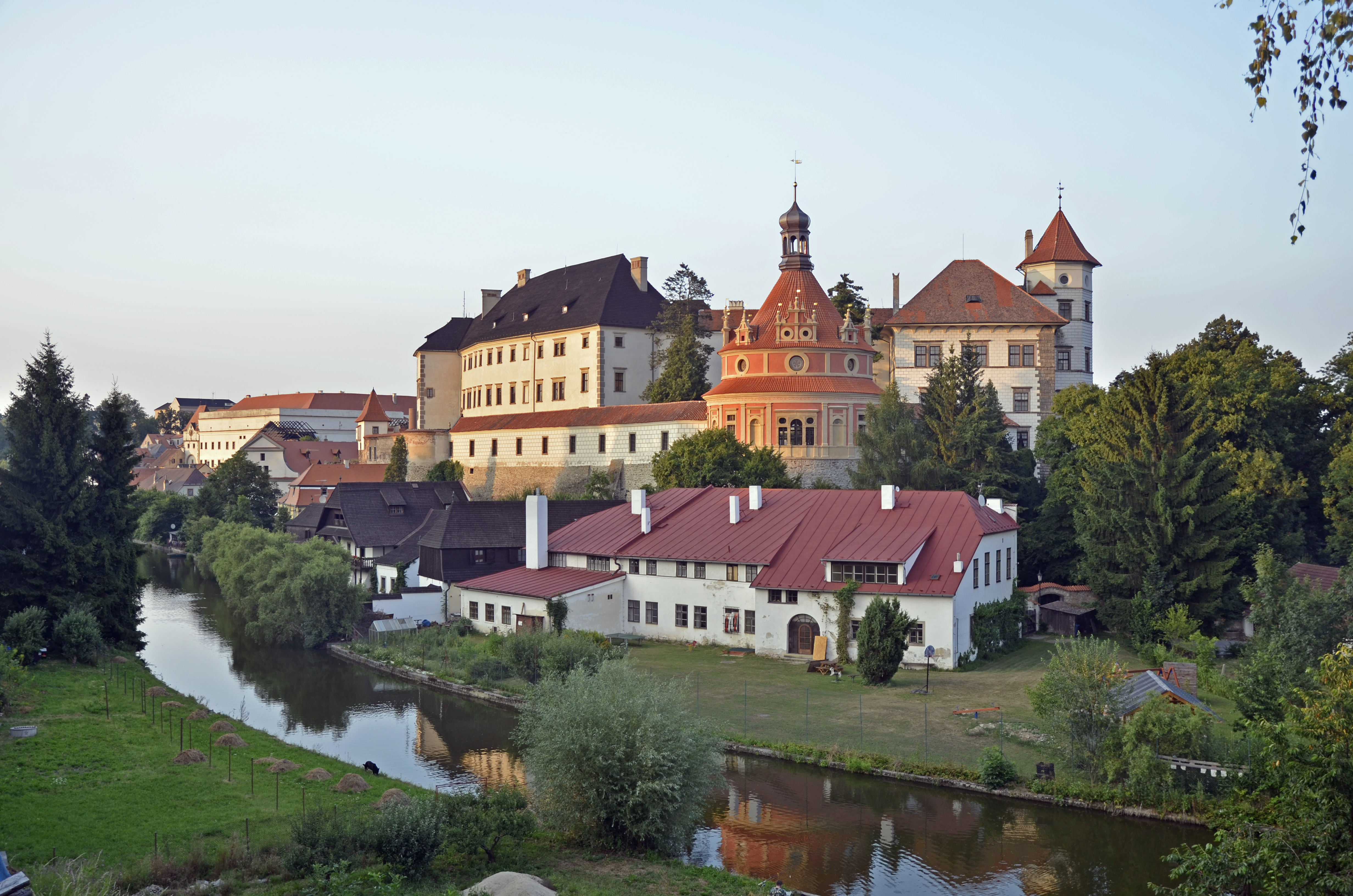
Schloss Jindřichův Hradec (Neuhaus)

1693 erbte Hermann Jakob Czernin von Chudenitz, der mit Maria Josefa Slawata verheiratet war, von der Familie seiner Frau die Herrschaft Jindřichův Hradec (Neuhaus). Das Schloss Jindřichův Hradec ist neben der Prager Burg und dem Schloss Český Krumlov eines der größten Schlösser Böhmens. Da die Familie jedoch überwiegend in ihren Palästen in Prag und Wien lebte, wurde es als Residenz selten genutzt. Dort wurde jedoch das Czernin’sche Familienarchiv untergebracht, das – mit den Archiven der Familien von Neuhaus und Slawata vereint – zum zweitgrößten Adelsarchiv Böhmens wurde.
Unter Graf Franz Josef Czernin von und zu Chudenitz, der zwischen 1710 und 1730 neben der Herrschaft Chudenitz auch die Herrschaften und Güter Schönhof, Kost, Welchau, Kosmanos, Schwihau, Unterholz, Austraschin, Petersburg, Neudek, Kamaik, Mallichau, Winor, Kostenblatt, Sedschitz, Miltschowes, Stepanow, Engelsburg, Gießhübl, Rabenstein an der Schnella und Schmiedeberg im Riesengebirge sowie als Pfand die Kronherrschaft Melnik besaß, erreichte der Grundbesitz der Grafen Czernin seine größte Ausdehnung. Als Sommersitz diente das in dieser Zeit errichtete Jagdschloss Chocomyšl. Nach dem Brand des Jagdschlosses Chocomyšl ließ Eugen Karl Czernin von und zu Chudenitz anstelle eines Badehauses in den Jahren 1821–1824 als neuen Sommersitz der Familie das Schloss Lázeň (St. Wolfgang) erbauen. 1845 erwarb er das Gut Libědice.

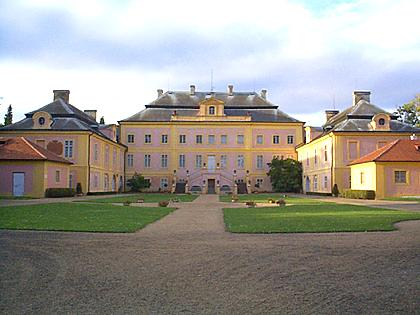
Schloss Krásný Dvůr (Schönhof)

1649 hatte Graf Hermann – nach so vielen anderen Besitzen – auch das Schloss Schönhof erworben. Dieses wurde ab 1683 nach Entwürfen von Francesco Ceresolla erneuert und von 1720 bis 1724 im Barockstil durch den Architekten František Maximilian Kaňka umgeändert und um zwei Seitenflügel erweitert. Auftraggeber war Graf Fanz Josef, der das Schloss als Jagdsitz nutzte. Ab 1727 kam ein formeller Barockgarten hinzu, für den die Gartenarchitekten Matěj Ivan Ledsebe und Jakub Halířek das Terrain veränderten. 1735 kamen ein Feigenhaus und eine Reithalle hinzu und 1736 wurden drei Alleen gepflanzt, die vom Schloss aus in die Landschaft führen. 1783–93 ließ Johann Rudolf Czernin einen 96 Hektar großen Landschaftspark anlegen, den ersten englischen Garten Böhmens. 1945 wurde der Besitz enteignet.
Johann Adalbert Czernin von und zu Chudenitz ließ Ende des 18. Jahrhunderts von bedeutenden Baumeistern das Jagdschloss Kozel bei Pilsen errichten.
Durch Erbschaft aus der Familie Morzin gelangte 1881 Schloss Vrchlabí (Hohenelbe) an einen Zweig der Familie Czernin, der den Namen Czernin-Morzin führte und bis 1945 in Vrchlabí ansässig blieb.
1845 erwarb Graf Eugen Karl die Herrschaft Mašťov (Maschau), die bis 1945 im Familienbesitz blieb.
1928 erwarb Carl Graf Czernin von Chudenitz das Schloßgut Rain in Grafenstein (Kärnten), das sich bis heute im Besitz seiner Familie befindet. Schloss Rosenhof im oberösterreichischen Mühlviertel kam 1973 über Therese Kinsky an Josef Czernin-Kinsky.
1994 restituierte der tschechische Staat die Güter in Dymokury (Dimokur) im Bezirk Nimburg in Nordböhmen an Depolt Czernin; 2006 gelang es Karl-Eugen Czernin, einen Teil eines Besitzes in Štěpánovice u Českých Budějovic (Stepanowitz im Bezirk Budweis) in Südböhmen zurückzubekommen.

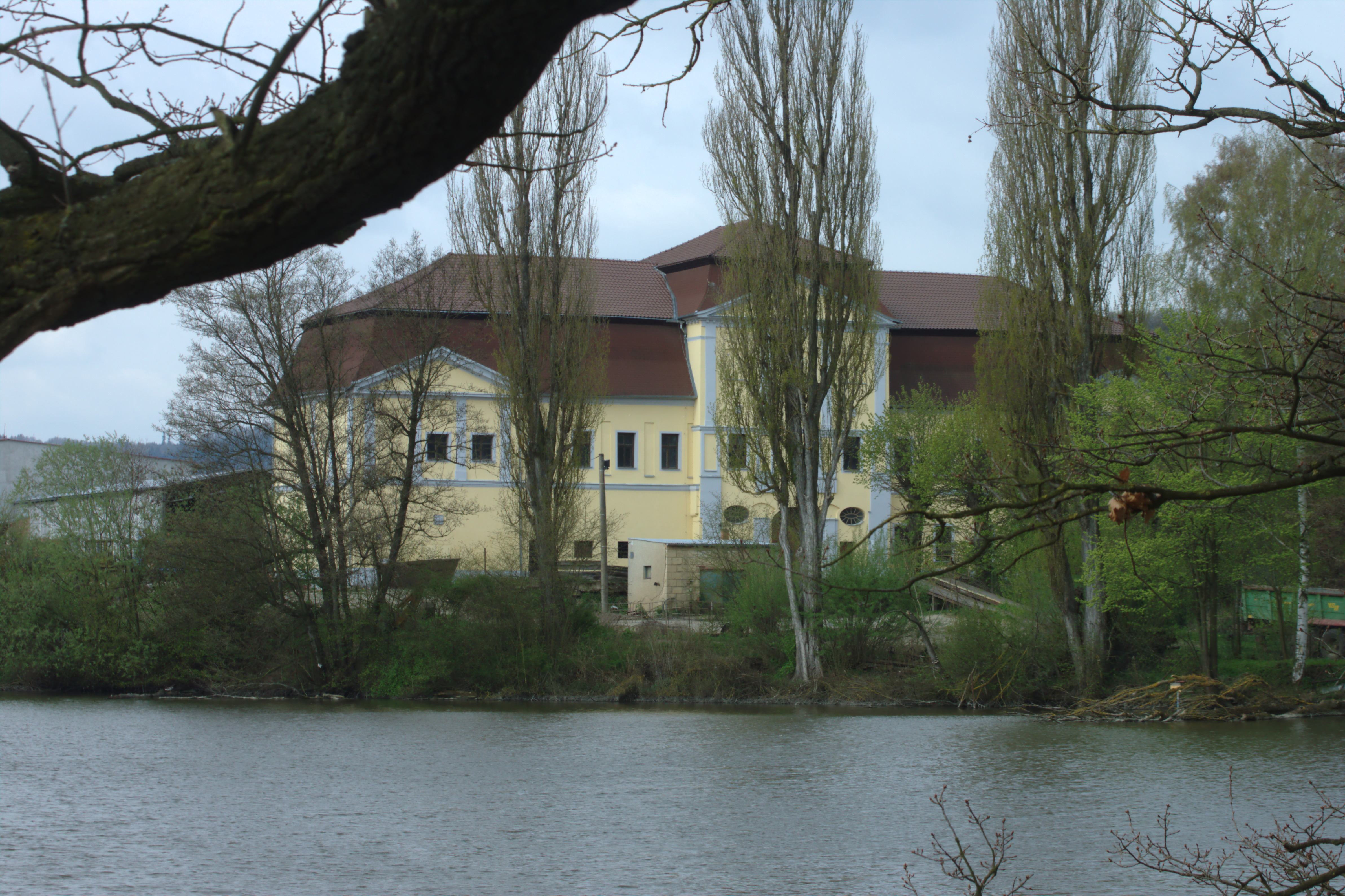
Jagdschloss Chocomyšl
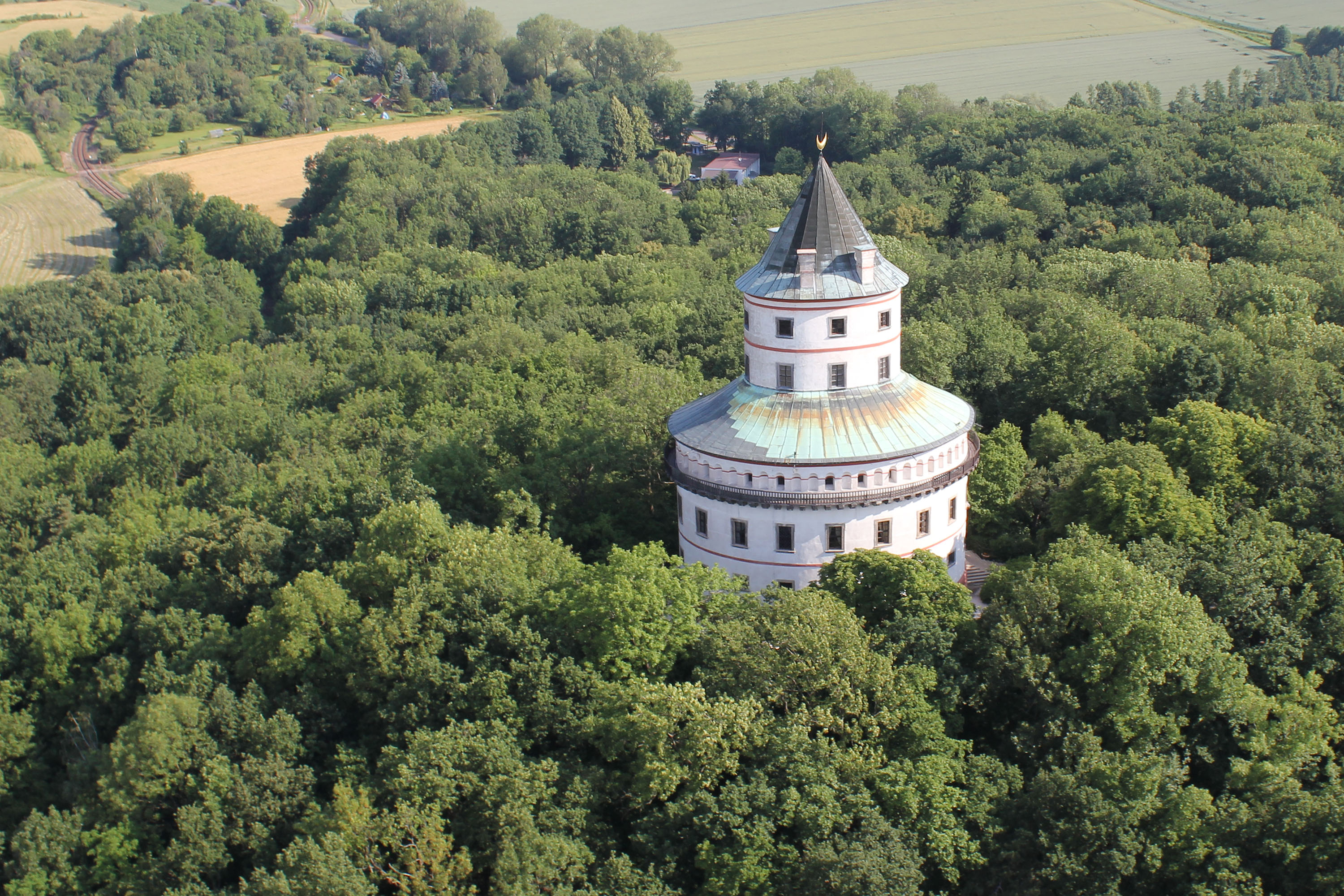
Jagdschloss Humprecht bei Sobotka
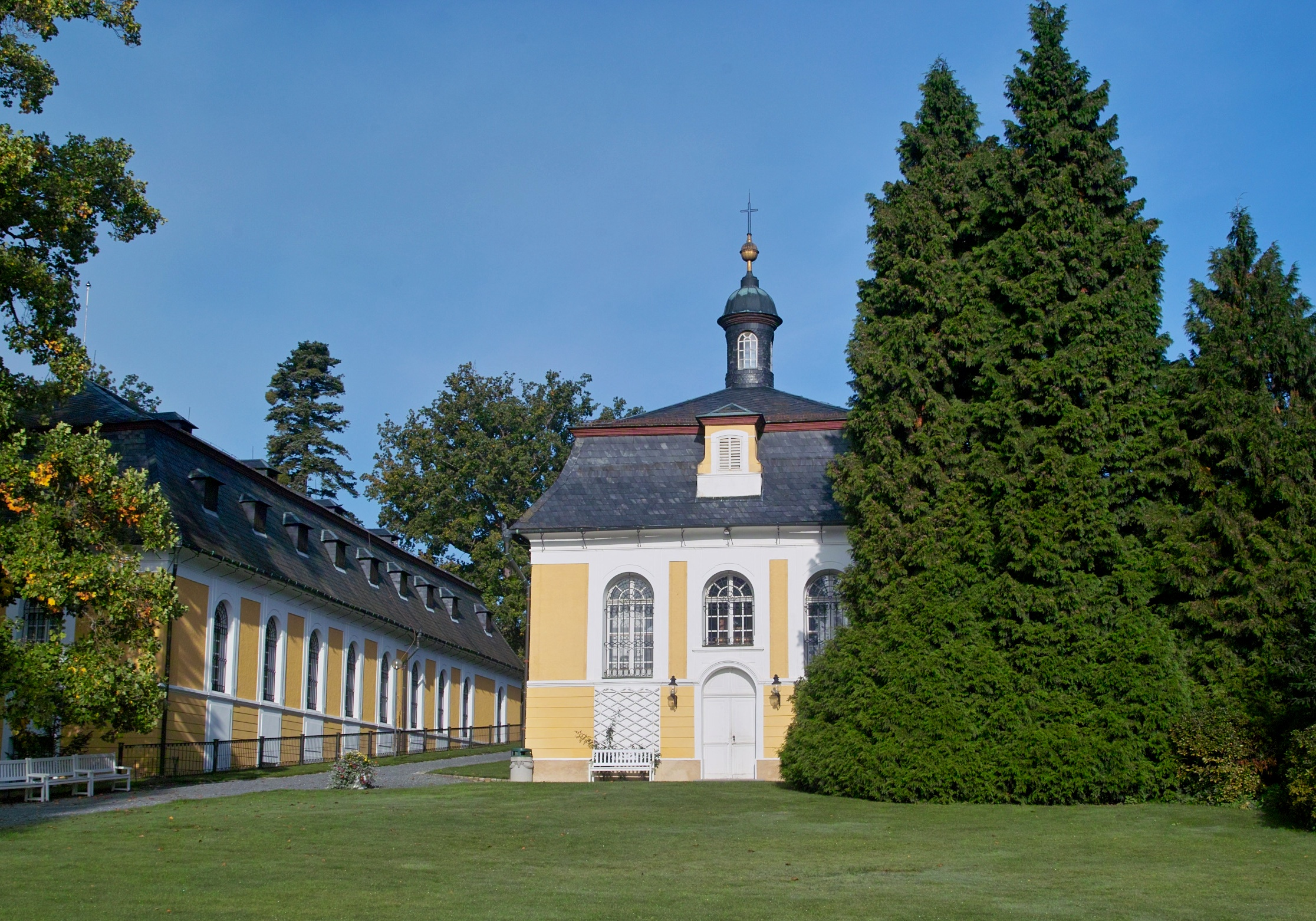
Jagdschloss Kozel bei Pilsen
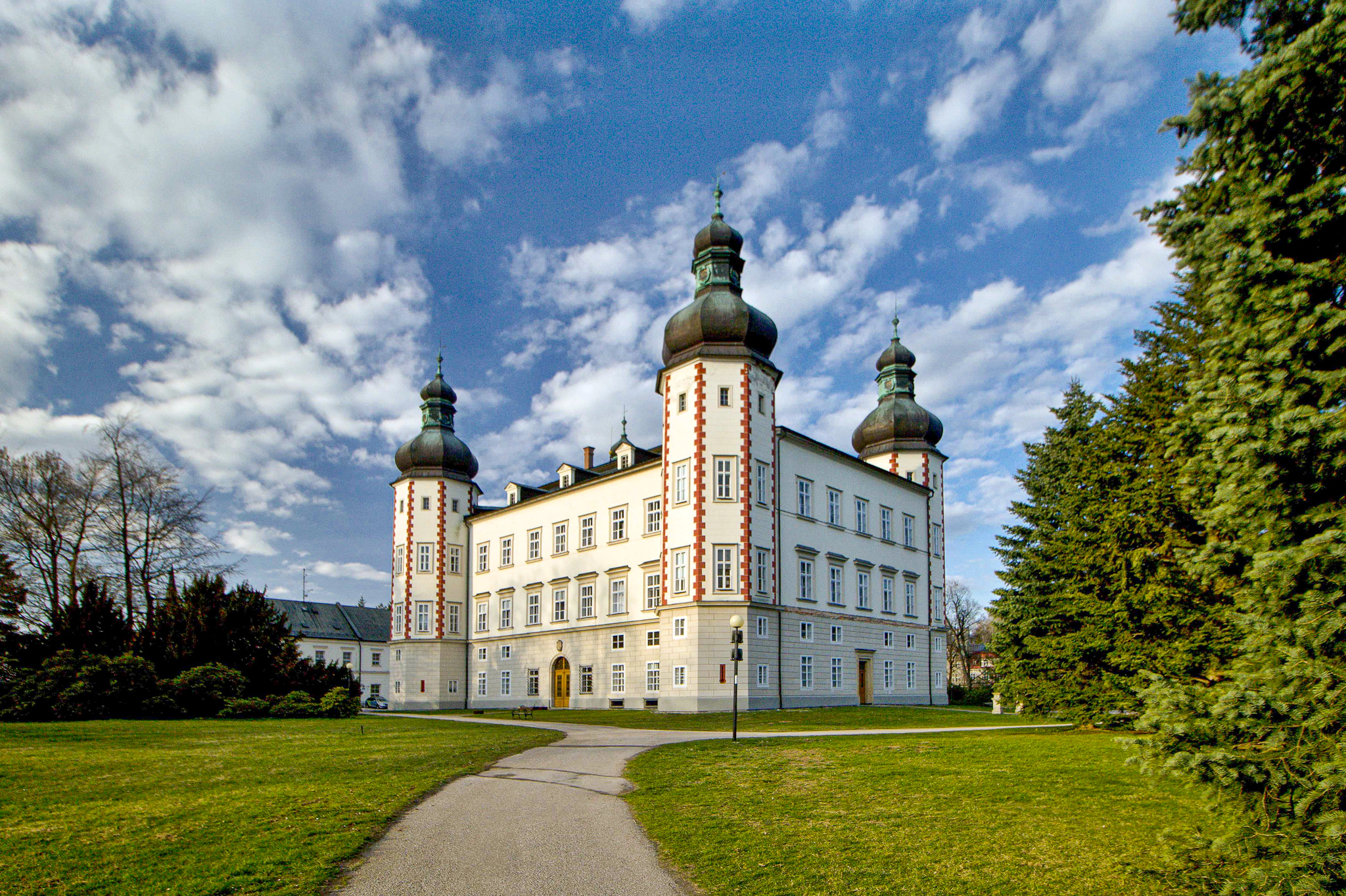
Schloss Vrchlabí (Hohenelbe)
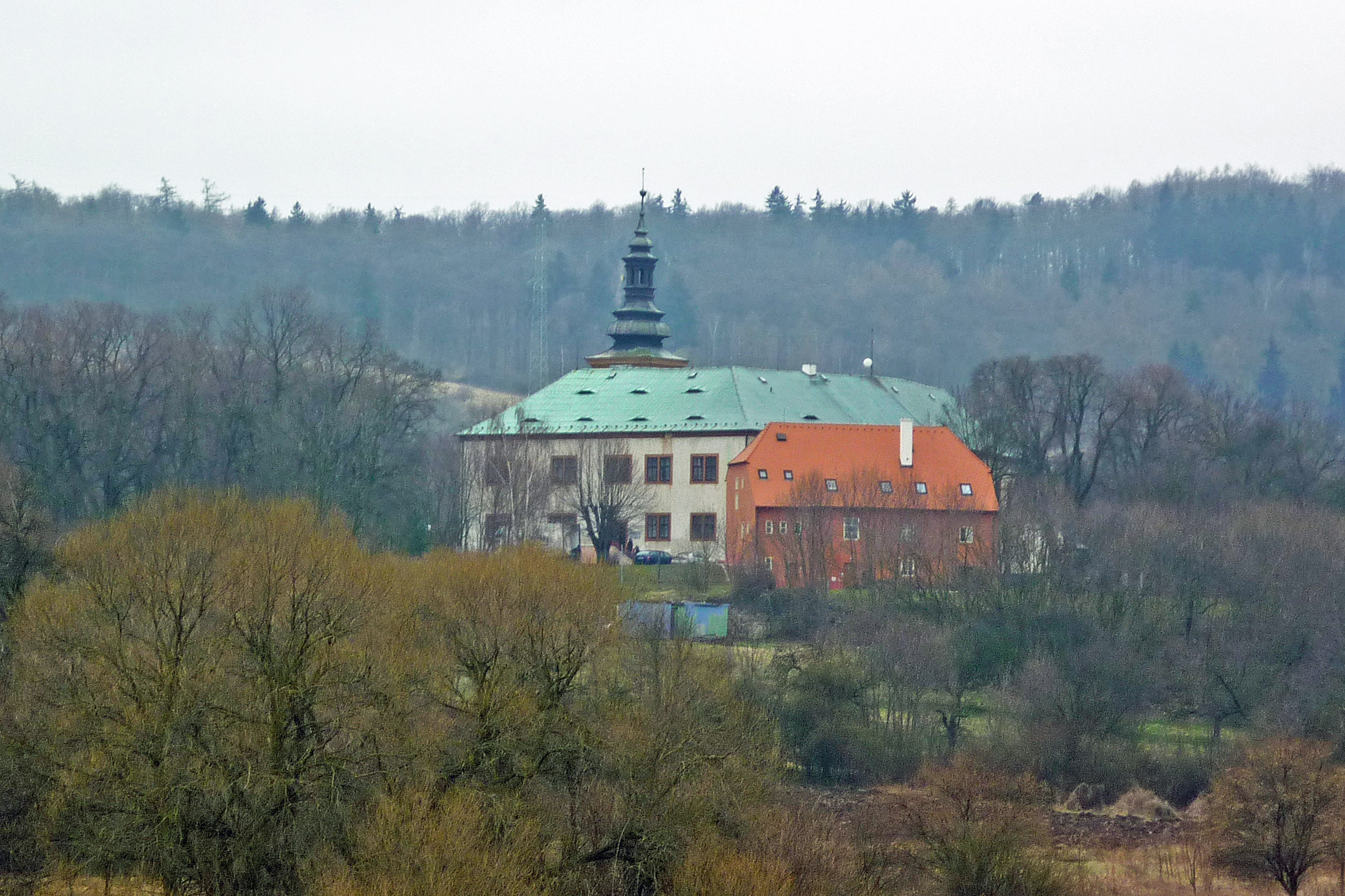
Schloss Mašťov (Maschau)
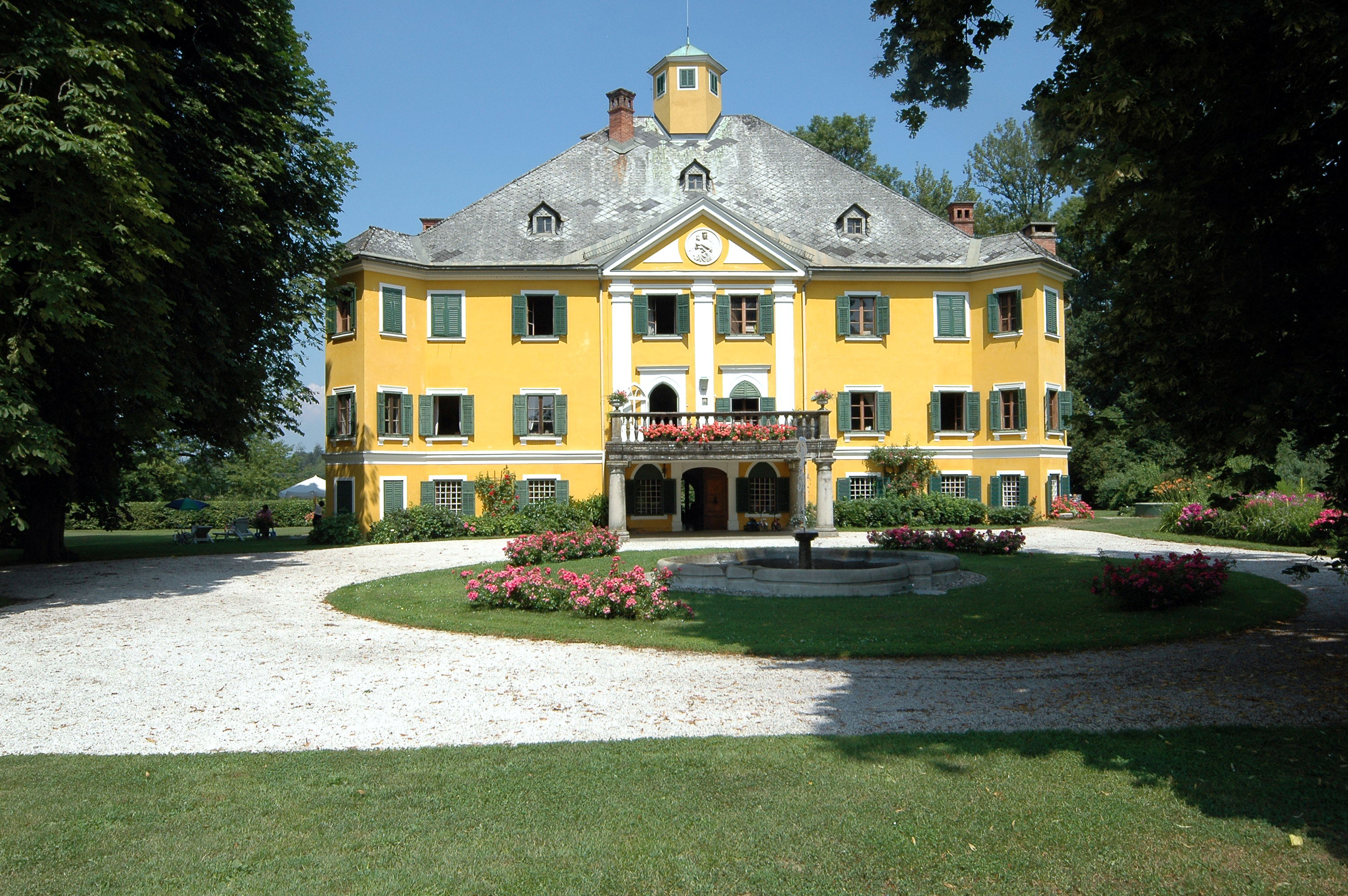
Schloss Rain in Grafenstein (Kärnten), seit 1928 im Besitz der Familie
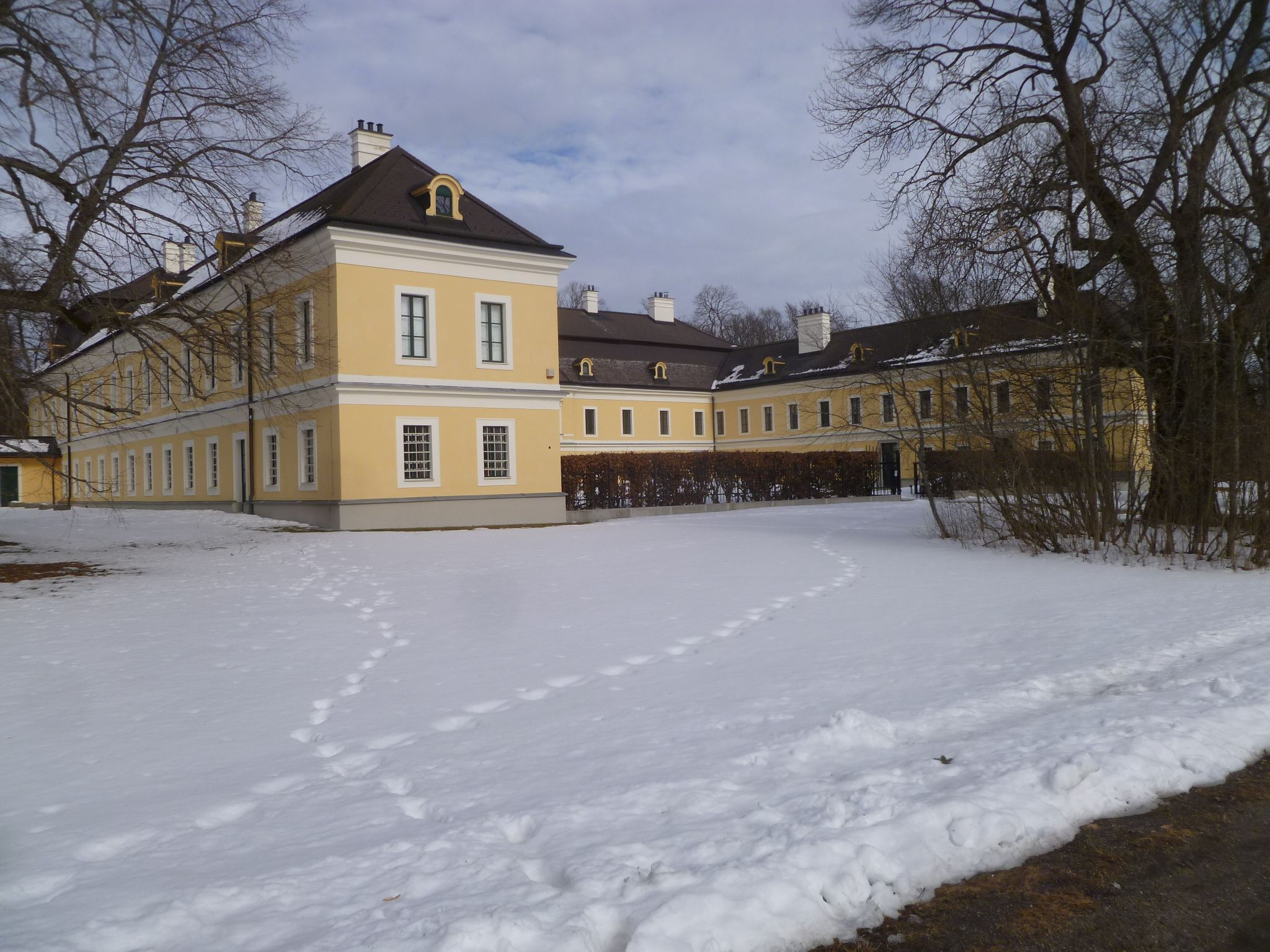
Schloss Rosenhof, Mühlviertel, seit 1973 im Besitz der Familie
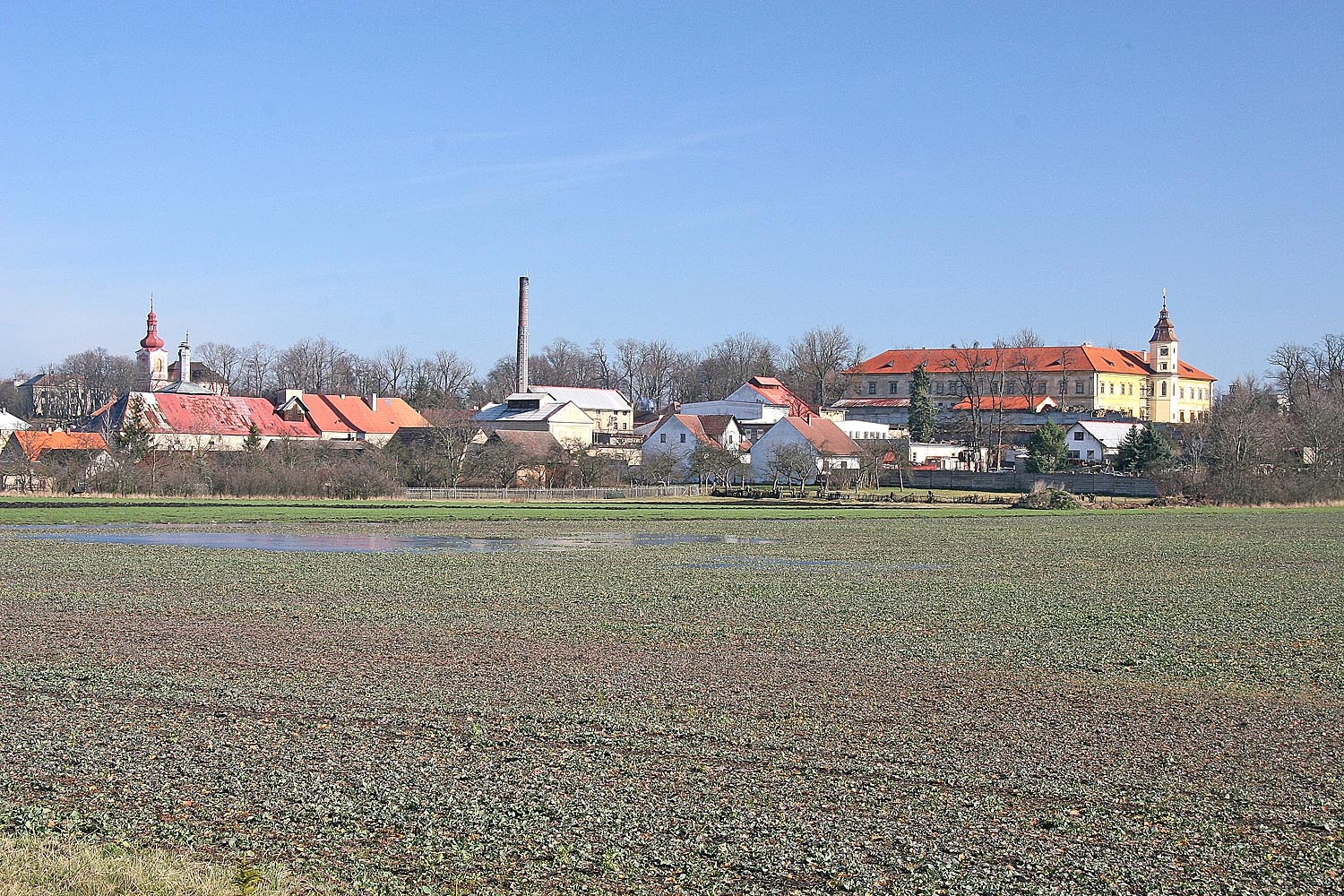
Schloss Dymokury, 1994 restituiert

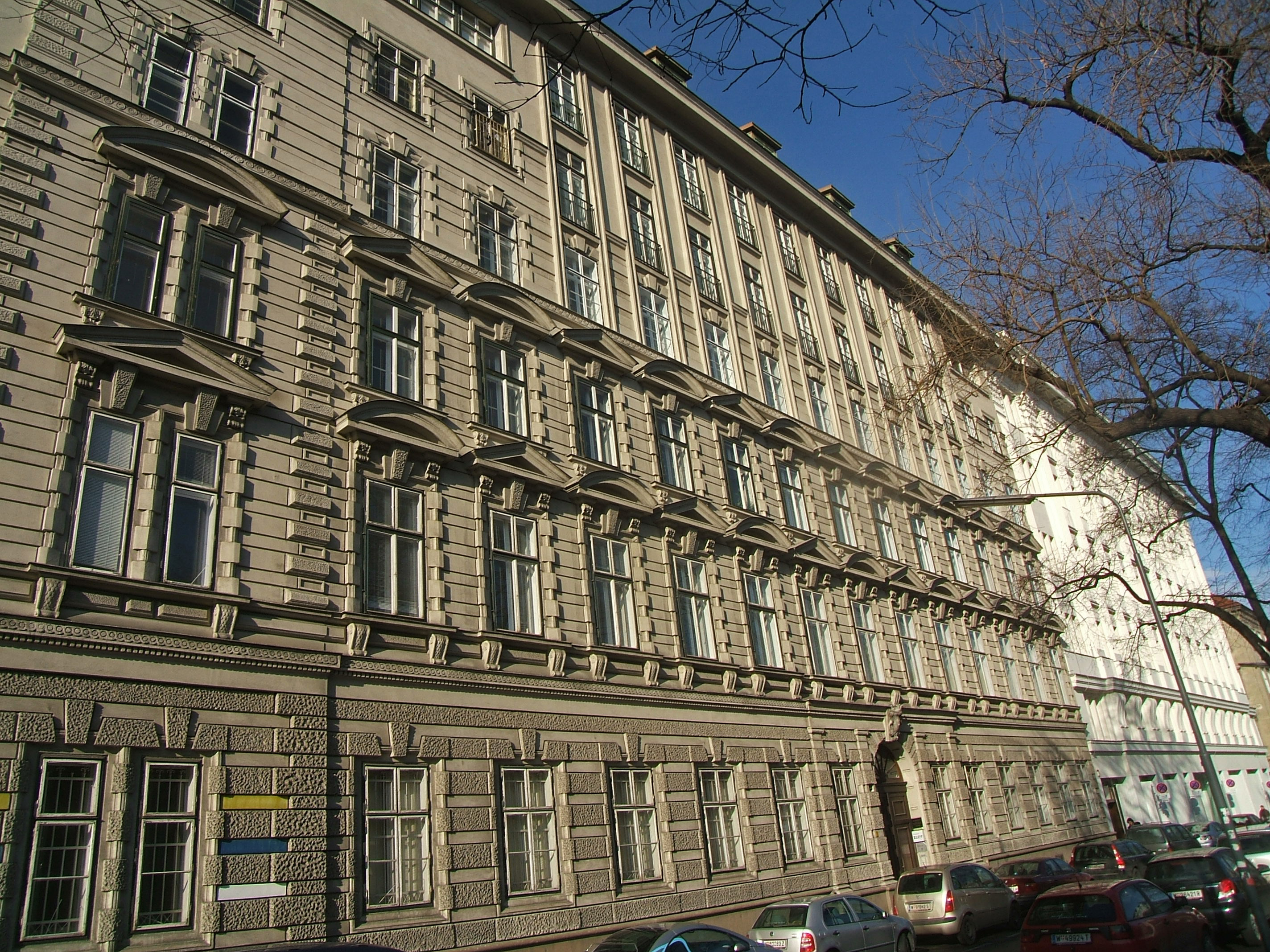
Palais Czernin (Wien)

Das Palais Czernin in Wien wurde 1839 im Auftrag von Graf Eugen als Fideikommisspalais der Familie fertiggestellt. Von dessen Todesjahr 1845 bis 1954 befand sich hier die von seinem Vater Johann Rudolf um 1800 begründete, zuletzt von Eugen Czernin–Chudenitz (1892–1955) verwaltete Czernin’sche Gemäldegalerie, zu der vor allem Malereien holländischer, aber auch italienischer, spanischer und französischer Künstler des 17. Jahrhunderts gehörten, insgesamt etwa 300 Gemälde (u. a. von Rubens, Anthonis van Dyck, Ruisdael, Paulus Potter, Rembrandt, van Huysum und Jan Vermeer). 1980–1991 wurde die Sammlung von der Residenzgalerie Salzburg angekauft. Eine weitere Restitution erhoffte sich ein Teil der Familie indes bezüglich des Gemäldes Die Malkunst von Johannes Vermeer. Adolf Hitler hatte das von ihm bewunderte Werk 1940 für 1,65 Millionen Reichsmark von Jaromir Czernin gekauft. „Die Malkunst“ sollte ein Hauptwerk im für Linz geplanten „Führermuseum“ werden. Der österreichische Kunstrückgabebeirat entschied jedoch 2011, dass Czernin das Bild freiwillig verkauft hat und daher kein Fall für die Rückgabe vorliegt.

## Wappen
Das Stammwappen ist gespalten in rechts Rot und links sechsmal von Blau über Silber geteilt (in Blau drei silberne Balken). Auf dem gekrönte Helm mit blau-silbernen (auch mit links rot-silbernen) Decken ein wie die linke Schildhälfte bezeichneter Flug.

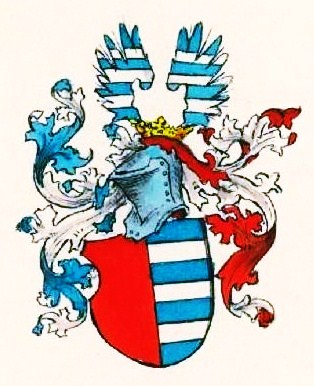
Stammwappen mit Stechhelm, Aquarell um 1860 von Adalbert Ritter Kral von Dobra Voda (1844–1913)
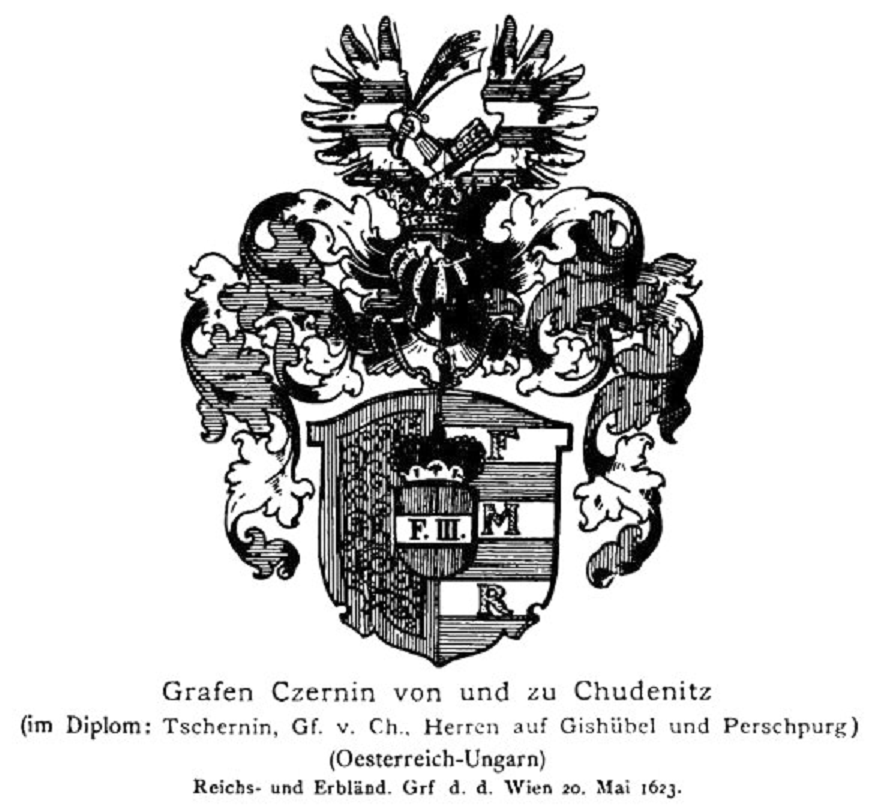
Wappen, 1883 nach dem Grafendiplom von 1623 gezeichnet
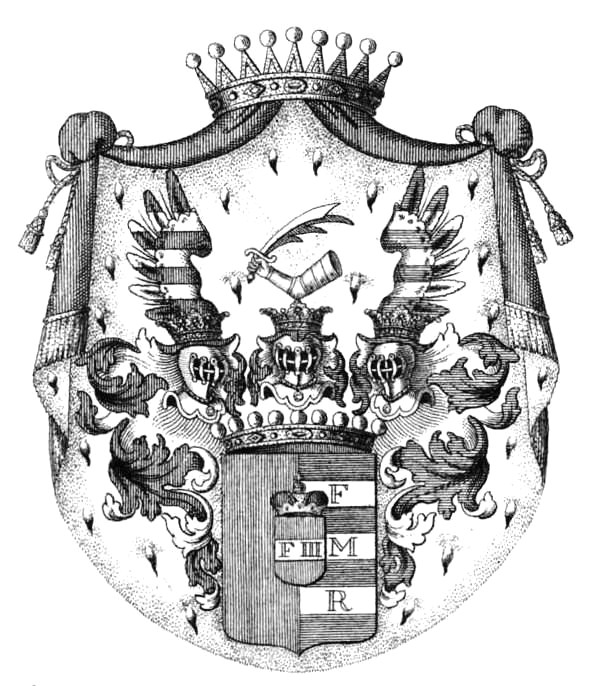
Wappen der Reichsgrafen Czernin von und zu Chudenitz

## Persönlichkeiten
- Diwisch Czernin von Chudenitz (um 1565–1621), Hauptmann an der Prager Burg und der höchste Hofmeister des Friedrich von der Pfalz
- Humprecht Czernin von Chudenitz (1570–1632), gen. der Ältere, Vertretender Kämmerer des böhmischen Königreichs.
- Hermann Czernin von Chudenitz (1576–1651), böhmischer Adeliger
- Humprecht Johann Czernin von Chudenitz (1628–1682), Kaiserlicher Botschafter in Venedig
- Franz Joseph Czernin von Chudenitz (1697–1733), böhmischer Adliger, k. k. Kämmerer, Erbmundschenk und Obersthoflehenrichter
- Theobald Martin Czernin von Chudenitz († 1755), kaiserlicher General der Kavallerie
- Johann Rudolf Graf Czernin von und zu Chudenitz (1757–1845), Beamter, legte die Czernin’sche Gemäldegalerie in Wien an
- Eugen Karl Graf Czernin von und zu Chudenitz (1796–1868), österreichischer Historiker und Topograph
- Eugen Czernin von und zu Chudenitz (1851–1907), Politiker in Österreich-Ungarn
- Eugen Jaromir Franz Graf Czernin von und zu Chudenitz (1851–1925), Politiker in Österreich-Ungarn
- Graf Ferdinand Czernin von Chudenitz (1903–1965), Schriftsteller, Autor von This Salzburg!
- Franz Jaromir Eugen Graf Czernin von und zu Chudenitz (1857–1932), tschechischer Großgrundbesitzer
- Ottokar Graf Czernin von und zu Chudenitz (1872–1932), Diplomat und Politiker in Österreich-Ungarn
- Otto Graf Czernin von und zu Chudenitz (1875–1962), Diplomat
- Vera Czernin von Chudenitz (1904–1959), Ehefrau von Leopold Graf Fugger von Babenhausen und Kurt Schuschnigg
- Graf Manfred Czernin von und zu Chudenitz (1913–1962), RAF-Pilot im Zweiten Weltkrieg und SOE-Agent
- Franz Josef Czernin (* 1952), Lyriker
- Hubertus Czernin (1956–2006), Journalist und Verleger in Wien
- Tomáš Czernin (* 1962), Politiker, Senator für den Bezirk Jičín seit 2016